# Фольмер, Макс
Макс Фо́льмер (нем. Max Volmer; 3 мая 1885, Хильден — 3 июня 1965, Потсдам) — немецкий физико-химик, специалист по химической кинетике.
В 1912—1920 годах Фольмер работал ассистентом и доцентом физической химии в Лейпцигском университете, затем два года профессором и директором Института физической химии в Гамбургском университете; в 1922—1945 годах — профессором и директором Института физической химии Высшей технической школы в Берлине. Был избран членом Академии исследователей природы и членом Академии наук в Берлине. Является автором, совместно с Д. А. В. Бутлером, уравнения Бутлера — Фольмера для электрохимических процессов.
По окончании Второй мировой войны был вывезен НКВД в СССР и работал в атомной программе по созданию первой советской атомной бомбы.

## Работа в СССР
В 1946 году для него было организовано в НИИ-9, ныне ВНИИ неорганических материалов имени А. А. Бочвара, конструкторское бюро по проектированию и созданию завода по производству тяжелой воды. В его группе работали также доктор Густав Рихтер, Виктор Баерл — эксперт по дистилляции и инженер из Люфтваффе Пауль Хейланд.
Спроектированная установка, основанная на дистилляции аммиака в противотоке, была построена в 1948 г в Норильске.
Из отчета И. В. Курчатова, Б. Л. Ванникова и М. Г. Первухина на имя И. В. Сталина «О состоянии работ по проблеме использования атомной энергии за 1945—1946 годы» (23 декабря 1946 г. Сов. секретно, Особая папка)

При институте организованы лаборатории и для немецких специалистов. Здесь работают:

а) группа профессора Фолъмера: в составе профессора Фолъмера, вместе с профессором Фолъмером работает доктор Байерлъ, в течение 12 лет работавший в фирме «Бамаг» в качестве руководителя отдела конструкций для дистилляции и хорошо знающий выпускавшиеся фирмой «Бамаг» конструкции и аппаратуру для дистилляции и, в частности, для производства жидкого топлива.

Кроме того, под руководством профессора Фольмера работают 10 советских специалистов, из них 3 старших научных сотрудника, кандидаты наук Карпачева, Розен, Корнилов, и 7 инженеров-химиков, младших научных сотрудников.

Профессору Фольмеру и его группе поручена разработка метода производства тяжелой воды посредством дистилляции аммиака. В этом методе в качестве сырья используется обычная вода, а аммиак играет роль посредника, извлекающего дейтерий из воды посредством изотопного обмена. В течение 1946 года профессор Фольмер при участии Рихтера и Байерля выполнил большую теоретическую и экспериментальную исследовательскую работу по установлению коэффициента разделения тяжелого и легкого водорода при дистилляции аммиака, затем коэффициента распределения тяжелого водорода при изотопном обмене между водой и аммиаком. Эти исследования Фолъмера легли в основу разработки проекта завода по производству тяжелой воды производительностью 8 тонн в год. В разработке проекта, кроме Фолъмера, принимали участие Байерль и перечисленные выше советские специалисты. Физик-теоретик доктор Рихтер. Отчет Фолъмера об исследовательской работе был рассмотрен и утвержден Научно-техническим советом Первого главного управления при Совете Министров СССР, а законченный в настоящее время проект завода рассмотрен и принят соответствующей секцией Научно-технического совета. Соответствующий проект Постановления Правительства заканчивается подготовкой. Завод будет состоять из 4 колонн высотой 100 м каждая и диаметром: первая — 4,7 м, вторая — 1,7 м, третья — 0,8 м и четвёртая — 0,3 м. Третья и четвёртая колонны заключены соответственно внутри первой и второй колонн. Доктор Байерль разработал оригинальную конструкцию тарелки для дистилляционных колонн. Получение тяжелой воды методом дистилляции аммиака имеет большие преимущества по сравнению с другими методами производства тяжелой воды, в частности, себестоимость по этому методу ожидается на уровне 1,2 млн рублей за тонну, тогда как при получении воды методом электролиза стоимость её будет от 3 млн рублей (при использовании водорода для синтеза) и до 20 млн рублей (без синтеза). Стоимость завода составит около 50 млн рублей, что также в несколько раз меньше стоимости электролизного завода на соответствующую производительность. Для проверки полученных лабораторных данных в НИИ-9 построена опытная колонна высотой 8 м, на которой проверяется конструкция тарелок Байерля и другие вопросы. В лаборатории профессора Фолъмера разрабатываются также вопросы усовершенствования метода получения тяжелой воды при помощи электролиза и методики анализа тяжелой воды. Профессор Фольмер дает консультации НИИ-9 и по другим вопросам химии и металлургии, возникающим в институте;

После этого группа Фольмера работала снова в НИИ-9 в лаборатории З. Ершовой по извлечению изотопов плутония. После испытания советской атомной бомбы в 1949 г., их постепенно отстранили от активных научных исследований.

Из Постановления СМ СССР № 2857-1145cc/оп от 1 июля 1950 г. «О работе научно-исследовательских институтов…»

IV. О работе группы немецких специалистов, возглавляемых профессором Фольмером

16. Принять предложение Первого главного управления при Совете Министров СССР о постройке на комбинате № 817 промышленной установки по предложенному проф. Фольмером методу получения теллура-120 в установках Б-3.

Установить: производительность установки Б-3 − растворение 1,5 усл. ед. олова в сутки и срок пуска установки − I кв. 1951 г.

17. Разрешить Первому главному управлению при Совете Министров СССР заключить с проф. Фольмером и немецкими специалистами возглавляемой им группы договора о работе их в СССР на срок два года на условиях согласно прилагаемым проектам договоров (Приложения № 2 и 3).

18. Обязать Первое главное управление при Совете Министров СССР в течение срока, указанного в п.17, использовать проф. Фольмера:

а) для научно-технической консультации при проектировании, сооружении и освоении установок № 476 и Б-3;

б) для выполнения несекретных работ в области физической химии.

## Возвращение в Германию

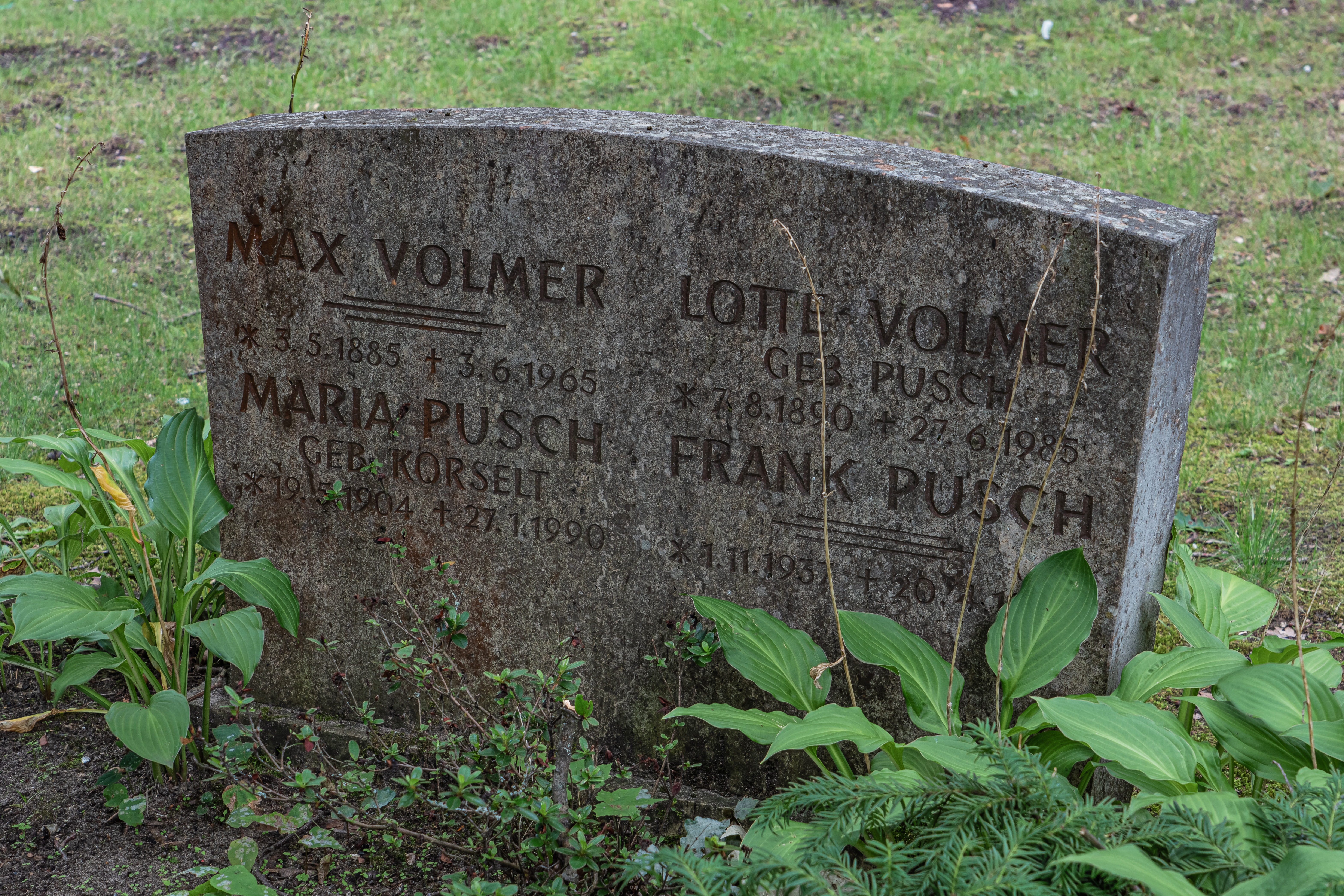
Надгробие Фольмера в Потсдаме

Фольмер вернулся в Германию в марте 1955 года, с 1 мая 1955 года — профессор Берлинского университета имени Гумбольдта, с 1955 года — член Научного Совета по мирному использованию атомной энергии при Совете Министров ГДР. С 1955 г по 1959 г. — Президент Немецкой Академии наук ГДР, в 1957 году — один из основателей Научно-исследовательского совета ГДР.